# Laccobius californicus
Laccobius californicus är en skalbaggsart som beskrevs av Armand D'Orchymont 1942. Laccobius californicus ingår i släktet Laccobius och familjen palpbaggar. Inga underarter finns listade i Catalogue of Life.